# USL League One 2022
La USL League One 2022 è stata la quarta edizione del terzo livello del campionato professionistico statunitense di calcio organizzato dalla United Soccer League. Questa stagione ha visto il numero complessivo di partecipanti al campionato a quota 11, per effetto del passaggio in MLS Next Pro del Fort Lauderdale CF, del New England Revolution II, North Texas e Toronto II, dell'ingresso del Charlotte Independence, club proveniente dalla USL Championship, e dell'iscrizione al campionato del Central Valley Fuego e del Northern Colorado Hailstorm. 

## Formula
Ogni squadra ha disputato 30 partite di stagione regolare, con un calendario sbilanciato per favorire incontri tra squadre vicine e abbattere i costi. Al termine della stagione regolare, le prime sei classificate hanno poi disputato la postseason per determinare il campione. Nei playoff, in gara secca più eventuali supplementari e rigori, tutte le partite si sono giocate in casa della squadra meglio piazzata alla fine della regular season.

## Partecipanti
| Club                   | Città       | Stato             | Stadio                           | Capienza |
| ---------------------- | ----------- | ----------------- | -------------------------------- | -------- |
| C.V. Fuego             | Fresno      | California        | Fresno State Soccer Stadium      | 1.000    |
| Charlotte Independence | Charlotte   | Carolina del Nord | American Legion Memorial Stadium | 10.500   |
| Chattanooga Red Wolves | Chattanooga | Tennessee         | David Stanton Field              | 5.500    |
| Forward Madison        | Madison     | Wisconsin         | Breese Stevens Field             | 5.000    |
| Greenville Triumph     | Greenville  | Carolina del Sud  | Legacy Early College Field       | 4.000    |
| North Carolina FC      | Raleigh     | Carolina del Nord | WakeMed Soccer Park (Cary)       | 10.000   |
| Northern Colorado H.   | Windsor     | Colorado          | Future Legends Complex           | 6.000    |
| Richmond Kickers       | Richmond    | Virginia          | City Stadium                     | 22.611   |
| S.G. Tormenta          | Statesboro  | Georgia           | Eagle Field                      | 3.500    |
| FC Tucson              | Tucson      | Arizona           | Kino Sports Complex              | 3.200    |
| Union Omaha            | Omaha       | Nebraska          | Werner Park (Papillion)          | 9.023    |

## Classifica regular season
|  | Pos. | Squadra                | Pt | G  | V  | N  | P  | GF | GS | DR  |
|  | ---- | ---------------------- | -- | -- | -- | -- | -- | -- | -- | --- |
|  | 1.   | Richmond Kickers       | 51 | 30 | 14 | 9  | 7  | 54 | 35 | +19 |
|  | 2.   | Greenville Triumph     | 46 | 30 | 12 | 9  | 7  | 40 | 38 | +2  |
|  | 3.   | S.G. Tormenta          | 45 | 30 | 12 | 9  | 9  | 42 | 40 | +2  |
|  | 4.   | Chattanooga Red Wolves | 43 | 30 | 12 | 7  | 11 | 52 | 39 | +13 |
|  | 5.   | Union Omaha            | 43 | 30 | 10 | 13 | 7  | 34 | 33 | +1  |
|  | 6.   | Charlotte Independence | 42 | 30 | 12 | 6  | 12 | 48 | 48 | 0   |
|  | 7.   | Northern Colorado H.   | 42 | 30 | 11 | 9  | 10 | 42 | 38 | +4  |
|  | 8.   | C.V. Fuego             | 40 | 30 | 11 | 7  | 12 | 37 | 40 | -3  |
|  | 9.   | Forward Madison        | 33 | 30 | 7  | 12 | 11 | 34 | 44 | -10 |
|  | 10.  | FC Tucson              | 32 | 30 | 8  | 8  | 14 | 34 | 44 | -10 |
|  | 11.  | North Carolina FC      | 30 | 30 | 8  | 6  | 16 | 35 | 53 | -18 |

Legenda:
      Ammesse alle semifinali dei play-off.
      Ammesse al primo turno dei play-off.

## Playoff

### Primo Turno
| Squadra 1              | Risultato   | Squadra 2              |
| ---------------------- | ----------- | ---------------------- |
| Chattanooga Red Wolves | 1 - 0 (dts) | Union Omaha            |
| S.G. Tormenta          | 2 - 1       | Charlotte Independence |

### Semifinali
| Squadra 1          | Risultato | Squadra 2              |
| ------------------ | --------- | ---------------------- |
| Richmond Kickers   | 0 - 1     | Chattanooga Red Wolves |
| Greenville Triumph | 0 - 1     | S.G. Tormenta          |

### Finale
| Squadra 1     | Risultato | Squadra 2              |
| ------------- | --------- | ---------------------- |
| S.G. Tormenta | 2 - 1     | Chattanooga Red Wolves |